# Remote Area Denial Artillery Munition

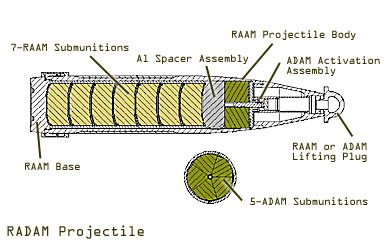

Remote Area Denial Artillery Munition (RADAM) (auf Deutsch in etwa: Artilleriemunition für weitreichendes Sperrsystem) ist ein US-amerikanisches System zur gleichzeitigen Verlegung von Panzerabwehr- und Personenminen als Streumunition. 
1982 wurden in den US-Streitkräften die mit 155-mm Artilleriegeschützen fernverlegbaren Panzerabwehrminen Remote Anti-Armor Mine System (RAAMS) und Antipersonenminen Area Denial Artillery Munition (ADAM) eingeführt. Zwar sind die USA im Jahre 1997 der Ottawa-Konvention gegen Antipersonenminen nicht beigetreten, trotzdem verabschiedeten die USA interne Richtlinien zur Selbstbeschränkung der meisten Antipersonenminen. Das interne Verbot traf auch die ADAM-Mine, welche in der Regel mit RAAMS kombiniert verlegt werden, um eine Räumung der Antipanzerminen durch gegnerische Minenräumer zu erschweren. Deshalb wurde im gleichen Jahr RADAM geplant. Das RADAM-Projekt beruht darauf, RAAMS/ADAM-Geschosse neu zu konfigurieren. Dazu werden vorhandene RAAMS/ADAM-Geschosse geöffnet und dann jeweils sieben RAAMS- und fünf ADAM-Minen in eine Geschosshülle verpackt. Die beiden Selbstzerstörungsvarianten von 4 bzw. 48 Stunden bleiben. Die Kombination von Panzerabwehr- und Personenminen führt zu einer konsistenteren Verteilung auf dem Boden und daher zu einem effektiveren Minenfeld. Außerdem vereinfacht ein Geschosstyp sowohl die Verlegung wie auch die Militärlogistik. Zwar stoppte 1998 der Kongress der Vereinigten Staaten zunächst das Projekt, aber 2001 wurden die Gelder doch bewilligt. Im Jahre 2002 wurde das Projekt endgültig beendet.
Projektile:
- M1023: Kurze Selbstzerstörungszeit
- M1024: Lange Selbstzerstörungszeit
- M1025: Kurze Selbstzerstörungszeit, mit RAAMS-Version A1
- M1026: Lange Selbstzerstörungszeit, mit RAAMS-Version A1